# دستکش پزشکی

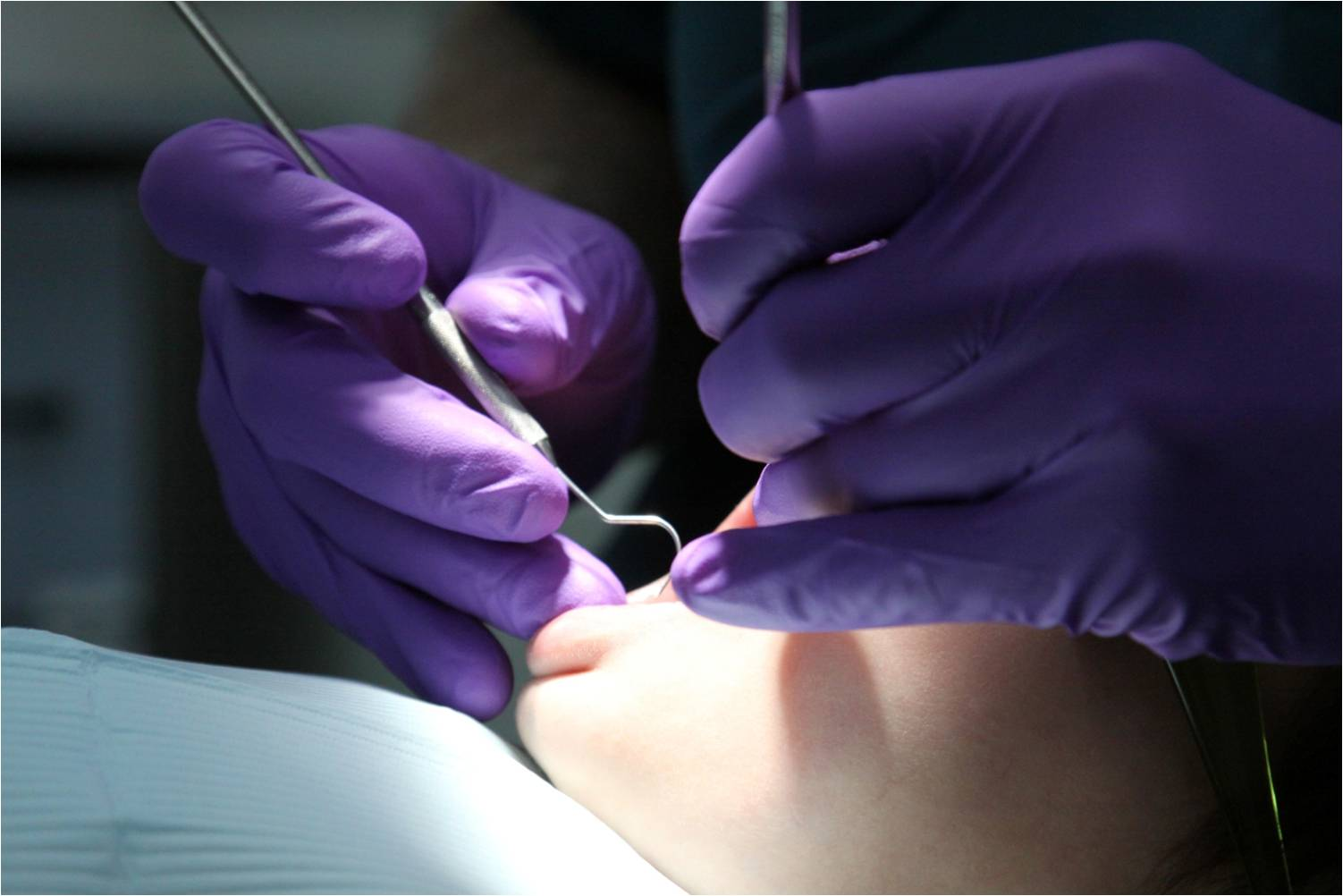
دندان‌پزشکی که دستکش نیتریل پوشیده است

دستکش‌های پزشکی، دستکش‌های یک‌بار مصرفی هستند که در معاینات و اقدامات پزشکی برای جلوگیری از آلودگی متقابل بین مراقبان و بیماران استفاده می‌شوند. این دستکش‌ها از پلیمرهای مختلفی مانند لاتکس، نیتریل، پلی‌وینیل کلراید و نئوپرین ساخته می‌شوند. آن‌ها به‌صورت بدون پودر یا همراه با پودر نشاسته ذرت عرضه می‌شوند تا به لغزنده شدن سطح داخلی کمک کرده و پوشیدن دستکش را آسان‌تر کنند.
نشاسته ذرت جایگزین پودرهای تحریک‌کننده‌ای مانند پودر لیکوپودیوم و تالک شده است؛ با این حال، حتی نشاسته ذرت نیز اگر وارد بافت‌ها شود (مثلاً در حین جراحی)، می‌تواند روند بهبود را مختل کند. به همین دلیل، در جراحی‌ها و سایر اقدامات حساس، بیشتر از دستکش‌های بدون پودر استفاده می‌شود. در این موارد، از فرآیندهای خاصی در تولید استفاده می‌شود تا نبود پودر جبران شود.
دو نوع اصلی از دستکش‌های پزشکی وجود دارد: دستکش‌های معاینه و دستکش‌های جراحی. دستکش‌های جراحی دارای اندازه‌گیری دقیق‌تری هستند، دقت و حساسیت بالاتری دارند و با استاندارد بالاتری تولید می‌شوند. دستکش‌های معاینه می‌توانند استریل یا غیراستریل باشند، در حالی که دستکش‌های جراحی معمولاً استریل هستند.
علاوه بر پزشکی، از دستکش‌های پزشکی به‌طور گسترده در آزمایشگاه‌های شیمی و بیوشیمی نیز استفاده می‌شود. این دستکش‌ها تا حدی در برابر مواد خورنده و آلودگی‌های سطحی محافظت ایجاد می‌کنند، اما به‌راحتی توسط حلال‌ها و مواد شیمیایی خطرناک نفوذ‌پذیر هستند و نباید برای شست‌وشوی ظروف یا کارهایی که نیاز به غوطه‌ور کردن دستکش در حلال دارند، استفاده شوند. پوشیدن دستکش پزشکی به دو دلیل اصلی توصیه می‌شود:
1. کاهش خطر آلودگی دستان کارکنان مراقبت‌های بهداشتی با خون و سایر مایعات بدن.
2. کاهش خطر انتشار میکروب‌ها به محیط، و انتقال آن‌ها از کارکنان به بیماران و بالعکس، همچنین انتقال از یک بیمار به بیمار دیگر.

## تاریخچه
کارولین حمپتن زمانی که بیمارستان جانز هاپکینز در سال ۱۸۸۹ افتتاح شد، به عنوان سرپرست پرستاران اتاق عمل منصوب شد. در «زمستان ۱۸۸۹ یا ۱۸۹۰»، او دچار واکنش پوستی به کلرید جیوه شد که در آن زمان برای ضدعفونی کردن استفاده می‌شد. ویلیام هالستد، که بعدها همسر او شد، از شرکت گودیر رابر درخواست کرد تا برای محافظت از دستان حمپتن، دستکش‌های نازک لاستیکی تولید کند. در سال ۱۸۹۴، هالستد استفاده از دستکش‌های پزشکی استریل‌شده را در جانز هاپکینز رواج داد. با این حال، اولین دستکش پزشکی یک‌بار مصرف مدرن در سال ۱۹۶۵ توسط شرکت Ansell Rubber Co. Pty. Ltd. اختراع شد.
آن‌ها فرآیند تولید را بر اساس تکنیک ساخت کاندوم طراحی کردند. این نوع دستکش‌ها کاربردهای کلینیکی گسترده‌ای دارند، از جمله در تماس با مدفوع انسانی تا استفاده در اقدامات دندان‌پزشکی.
مجرمان نیز گاهی هنگام ارتکاب جرم از دستکش‌های پزشکی استفاده می‌کنند. این دستکش‌ها به دلیل نازک بودن و چسبیدن به دست، که امکان مهارت حرکتی بیشتری فراهم می‌کند، اغلب انتخاب می‌شوند. با این حال، به دلیل نازکی این نوع دستکش‌ها، اثر انگشت‌ها ممکن است از طریق مواد دستکش عبور کرده و به صورت اثر دستکش بر روی سطوح منتقل شوند و در نتیجه، اثر انگشت فرد به‌طور غیرمستقیم باقی بماند.
شرکت‌کنندگان در رسوایی واترگیت برای پنهان کردن اثر انگشت‌های خود، از دستکش‌های جراحی لاستیکی استفاده کردند.

## صنعت
در سال ۲۰۲۰، بازار دستکش‌های پزشکی ارزشی بیش از ۱۰٫۱۷ میلیارد دلار آمریکا داشت و با توجه به افزایش تقاضا (به‌ویژه در کشورهای در حال توسعه)، انتظار می‌رود این بازار تا سال ۲۰۲۸ هر سال حدود ۹٫۲ درصد رشد داشته باشد. بخش عمده‌ای از دستکش‌های پزشکی در جنوب شرق آسیا تولید می‌شود و تنها مالزی در سال ۲۰۲۰ حدود سه‌چهارم از تولید جهانی را به خود اختصاص داده بود.

### نقض حقوق کارگران
تحقیقات متعددی در کارخانه‌های واقع در مالزی، تایلند و سری‌لانکا انجام شده است که موارد نقض شدید حقوق بشر و حقوق کار را مستند کرده‌اند. در مالزی و تایلند، مهاجران اکثریت نیروی کار را در مشاغل سخت بدنی تشکیل می‌دهند. آن‌ها اغلب از کشورهای کم‌درآمدتری مانند نپال و از طریق آژانس‌های تخصصی استخدام می‌شوند، که معمولاً از آن‌ها هزینه‌های بالای جذب دریافت می‌شود و این امر آن‌ها را وارد بردگی بدهی می‌کند. مواردی نیز مستند شده است که در آن کارفرمایان گذرنامه کارکنان را ضبط کرده‌اند، که این موضوع باعث آسیب‌پذیری شدید کارگران در برابر استثمار می‌شود. در سال ۲۰۱۰، سازمان غیردولتی سوئدی سوئدواچ که در سازمان مردم‌نهاد فعالیت می‌کند، طی بررسی‌ای در یکی از کارخانه‌های مالزی گزارش داد که بیشتر کارکنان به مدت ۱۲ ساعت در روز و هفت روز در هفته کار می‌کردند، بدون پرداخت اضافه‌کاری یا ارائه فیش حقوقی. همچنین مواردی از آزار و اذیت کارگران توسط مدیریت، کمبودهای ایمنی، و شرایط بهداشتی نامناسب در محل سکونت کارکنان گزارش شد. در واکنش به این یافته‌ها، وزارت کار ایالات متحده آمریکا از اکتبر ۲۰۱۹ تا مارس ۲۰۲۰، دستکش‌های پزشکی تولیدشده در مالزی را در فهرست کالاهای تولیدی کودکان کار یا کار اجباری قرار داد و به‌طور موقت واردات دستکش از شرکت مالزیایی تاپ گلاو را که در آن زمان بزرگ‌ترین تولیدکننده دستکش در جهان بود ممنوع کرد.

## اندازه
به‌طور کلی، دستکش‌های معاینه در اندازه‌های XS، S، M و L عرضه می‌شوند. برخی برندها ممکن است اندازه XL را نیز ارائه دهند. اما دستکش‌های جراحی معمولاً با دقت بیشتری اندازه‌گذاری می‌شوند، چرا که برای مدت طولانی‌تری پوشیده می‌شوند و نیاز به مهارت حرکتی و دقت بالا دارند. اندازه‌گیری دستکش‌های جراحی بر اساس محیط کف دست (بدون احتساب شست) و بر حسب اینچ، در سطحی کمی بالاتر از محل دوخت شست انجام می‌شود. اندازه‌های رایج معمولاً از ۵٫۵ تا ۹٫۰ هستند و به‌صورت نیم‌واحد (۰٫۵) افزایش می‌یابند. برخی برندها ممکن است اندازه ۵٫۰ را نیز ارائه کنند. کاربران تازه‌کار ممکن است مدتی طول بکشد تا اندازه و برند مناسب با ساختار دست خود را پیدا کنند. افرادی که کف دست پهن‌تری دارند ممکن است به دستکش‌هایی با اندازه بزرگ‌تر از مقدار اندازه‌گیری‌شده نیاز داشته باشند و بالعکس. اندازه‌ مناسب باید از اولین نکاتی باشد که در انتخاب دستکش در نظر گرفته می‌شود. داشتن مهارت حرکتی برای هر کاربر ضروری است و پوشیدن دستکش با اندازه نامناسب می‌تواند تأثیر منفی زیادی بر عملکرد فرد بگذارد. همچنین، استفاده از دستکش با اندازه درست می‌تواند راحتی بیشتری ایجاد کند، که این موضوع می‌تواند افراد را به استفاده منظم از تجهیزات حفاظتی فردی تشویق کند.
بر اساس پژوهشی بر روی گروهی از جراحان آمریکایی، رایج‌ترین اندازه دستکش جراحی برای مردان، اندازه ۷٫۰ و پس از آن ۶٫۵ بوده است؛ در حالی که برای زنان، اندازه ۶٫۰ و سپس ۵٫۵ بیشترین فراوانی را داشته‌اند.

## دستکش‌های پودری
برای آسان‌تر کردن پوشیدن دستکش‌ها، از پودرها به عنوان روان‌کننده استفاده می‌شد. پودرهای اولیه‌ای که از کاج یا خزه‌های چماقی به دست می‌آمدند، بعدها سمی شناخته شدند. پودر تالک نیز برای دهه‌ها مورد استفاده قرار گرفت، اما بعدها ارتباط آن با گرانولوم پس از عمل و ایجاد جای زخم مشخص شد. نشاسته ذرت، به عنوان روان‌کننده‌ای دیگر، نیز با عوارض احتمالی مانند واکنش‌های التهابی، گرانولوم و ایجاد جای زخم مرتبط دانسته شده است.

### حذف دستکش‌های پزشکی پودری
با فراهم شدن دستکش‌های بدون پودر که پوشیدن آن‌ها آسان بود، درخواست‌ها برای حذف کامل دستکش‌های پودری افزایش یافت. تا سال ۲۰۱۶، سیستم‌های سلامت در آلمان و بریتانیا استفاده از این نوع دستکش‌ها را کاملاً متوقف کرده بودند. در مارس ۲۰۱۶، سازمان غذا و داروی ایالات متحده آمریکا (اف‌دی‌ای) پیشنهادی برای ممنوعیت استفاده پزشکی از دستکش‌های پودری ارائه کرد و در ۱۹ دسامبر ۲۰۱۶ قانونی را تصویب کرد که همه دستکش‌های پودری با کاربرد پزشکی را ممنوع می‌کرد. این قانون در ۱۸ ژانویه ۲۰۱۷ لازم‌الاجرا شد.
دستکش‌های پزشکی بدون پودر امروزه در محیط‌های اتاق تمیز نیز مورد استفاده قرار می‌گیرند، جایی که نیاز به پاکیزگی بسیار بالا مشابه محیط‌های حساس پزشکی است.

### کلرزنی
برای آسان‌تر کردن پوشیدن دستکش‌ها بدون استفاده از پودر، می‌توان آن‌ها را با کلر پردازش یا کلره کرد. این فرآیند برخی از ویژگی‌های مفید لاتکس را تحت تأثیر قرار می‌دهد، اما در عین حال باعث کاهش مقدار پروتئین‌های حساسیت‌زای لاتکس نیز می‌شود.

### پوشش پلیمری
در بازار، کاربردهای متنوعی از پوشش‌های پلیمری برای دستکش‌ها وجود دارد. بسیاری از دستکش‌های یک‌بار مصرف کنونی هنوز پودری هستند، اما پوشش‌های پلیمری نیز به‌طور گسترده مورد استفاده قرار می‌گیرند. این پوشش‌ها شامل سیلیکون، رزین‌های آکریلیک و ژل‌ها هستند که باعث می‌شوند دستکش‌ها راحت‌تر پوشیده شوند. این فرایندها در تولید دستکش‌های نیتریل و لاتکس به‌کار می‌روند.

## جایگزین‌های لاتکس

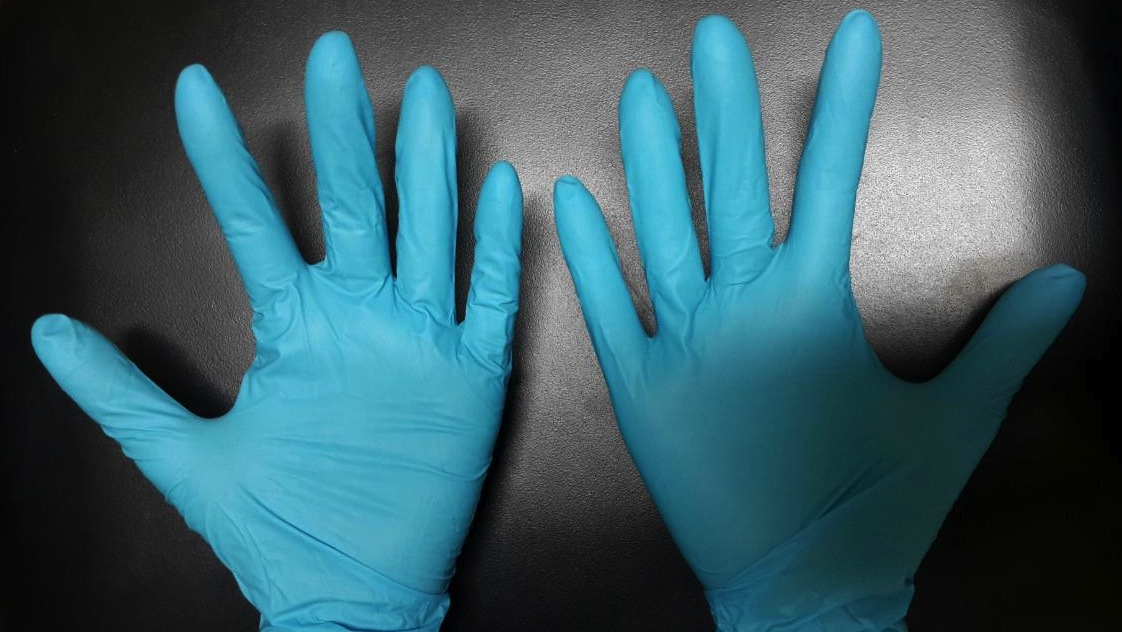
دستکش نیتریل بدون پودر

به دلیل افزایش نرخ آلرژی به لاتکس در میان کارکنان حوزه سلامت و همچنین در جمعیت عمومی، استفاده از دستکش‌هایی که از مواد غیرلاتکس مانند پلی‌وینیل کلراید، لاستیک نیتریل یا نئوپرین ساخته شده‌اند، به طور گسترده رواج یافته است. فرایندهای شیمیایی خاصی نیز می‌توانند برای کاهش میزان پروتئین‌های آنتی‌ژنی موجود در لاتکس هیوا به کار گرفته شوند، که منجر به تولید مواد طبیعی جایگزین بر پایه لاستیک می‌شود، مانند لاتکس طبیعی ویتکس. با این حال، دستکش‌های غیرلاتکس هنوز نتوانسته‌اند جایگزین کامل دستکش‌های لاتکس در جراحی‌ها شوند، زیرا این مواد جایگزین معمولاً کنترل دقیق حرکت و حساسیت لمسی بالای دستکش‌های جراحی لاتکس را به‌طور کامل تأمین نمی‌کنند. تنها استثنا در این زمینه، دستکش‌های ساخته‌شده از ایزوپرن با کیفیت بالا هستند، زیرا از لحاظ ساختار شیمیایی کاملاً مشابه لاتکس طبیعی هستند. با این حال، پلی‌ایزوپرن کاملاً مصنوعی (در مقابل لاتکس طبیعی تصفیه‌شده موسوم به «هایپوآلرژنیک»)، گران‌ترین جایگزین لاتکس طبیعی به شمار می‌رود. سایر دستکش‌های غیرلاتکس با کیفیت بالا، مانند دستکش‌های نیتریل، نیز ممکن است بیش از دو برابر قیمت دستکش‌های لاتکس داشته باشند؛ موضوعی که اغلب مانع از استفاده گسترده از این مواد جایگزین در محیط‌هایی با محدودیت بودجه مانند بسیاری از بیمارستان‌ها شده است. دستکش‌های نیتریل مقاومت بیشتری در برابر پارگی نسبت به لاتکس طبیعی دارند و همچنین در برابر بسیاری از مواد شیمیایی مقاوم‌تر هستند. ترکیبات گوگردی که به‌عنوان شتاب‌دهنده برای فرآیند پخت نیتریل استفاده می‌شوند، می‌توانند باعث تیره شدن سریع‌تر فلز نقره شوند. بنابراین، در مواردی که این موضوع قابل قبول نیست، باید از دستکش‌های نیتریل بدون شتاب‌دهنده گوگردی یا از انواع دیگر دستکش‌ها برای دست زدن به اشیای نقره‌ای استفاده شود.

## دستکش‌پوشی دو لایه‌ای
دستکش‌پوشی دو لایه‌ای به معنای استفاده از دو لایه دستکش پزشکی به‌صورت هم‌زمان است تا خطر عفونت ناشی از پارگی دستکش یا نفوذ اجسام تیز در حین اقدامات پزشکی کاهش یابد. جراحان هنگام عمل بر روی بیمارانی که دارای عوامل عفونی مانند اچ‌آی‌وی یا هپاتیت هستند، از دو لایه دستکش استفاده می‌کنند؛ همچنین برای محافظت بیشتر بیماران در برابر عفونت‌های احتمالی منتقل‌شده از سوی جراح نیز این روش به کار می‌رود. بررسی‌های نظام‌مند بر روی مقالات علمی نشان داده‌اند که استفاده از دو لایه دستکش، به‌طور قابل‌توجهی محافظت بیشتری در برابر سوراخ‌شدن دستکش داخلی در حین جراحی فراهم می‌کند، اما مشخص نیست که آیا این روش در برابر انتقال عفونت از سوی جراح نیز مؤثرتر از استفاده از یک لایه دستکش است یا خیر. یک بررسی نظام‌مند دیگر بررسی کرد که آیا استفاده از دو لایه دستکش می‌تواند محافظت بهتری برای جراح در برابر عفونت‌های منتقل‌شده از بیمار فراهم کند یا خیر. نتایج تلفیقی از ۱۲ مطالعه (کارآزمایی‌های تصادفی‌شده کنترل‌شده) با ۳,۴۳۷ شرکت‌کننده نشان داد که استفاده از دو لایه دستکش باعث کاهش ۷۱٪ در تعداد سوراخ‌شدن دستکش‌های داخلی در مقایسه با استفاده از یک لایه می‌شود. به‌طور میانگین، از میان ۱۰ جراح یا پرستاری که در ۱۰۰ عمل جراحی شرکت دارند، ۱۷۲ مورد سوراخ‌شدن دستکش تک‌لایه رخ می‌دهد، اما در صورت استفاده از دو لایه دستکش، فقط حدود ۵۰ مورد سوراخ‌شدن در لایه داخلی گزارش شده است. این کاهش، یک کاهش قابل‌توجه در خطر محسوب می‌شود.
علاوه بر این، می‌توان دستکش‌های نخی را زیر دستکش‌های یک‌بار مصرف پوشید تا میزان تعریق دست‌ها در استفاده طولانی‌مدت کاهش یابد. این دستکش‌های زیرین قابل ضدعفونی و استفاده‌ مجدد هستند.